# Coppingeria longisetosa
Coppingeria longisetosa är en ringmaskart som beskrevs av William Aitcheson Haswell 1892. Coppingeria longisetosa ingår i släktet Coppingeria och familjen Flabelligeridae. Inga underarter finns listade i Catalogue of Life.